# Хан Фейзі
Хан Фейзі (кит.: 韓非子) — давньокитайський текст, який приписується фундаментальному політичному філософу Хану Фей. Він включає добірку нарисів юридичної традиції з теорій державної влади, що синтезує методології його попередників. Її 55 глав, більшість з яких датується періодом воюючих держав серединою ІІІ століття до н. е., є єдиним таким текстом, який залишився недоторканим. Легко є однією з найважливіших філософських класиків у стародавньому Китаї, яка торкається адміністрації, дипломатії, війни та економіки, а також є цінною тим, що має велику кількість анекдотів про до імперії ЦіньКитаю.

Праці Хань Фей дуже вплинули на майбутнього першого імператора Китаю Цінь Ши Хуан. Після раннього припинення династії Цінь філософію Хань Фей офіційно затвердили наступні династії Хань. Незважаючи на свій відвертий статус протягом усієї історії імперського Китаю, його політична теорія продовжувала сильно впливати на кожну династію після цього, і конфуціанський ідеал верховенства без законів більше не був реалізований. Канцлер Шу Хан Чжуге Лян вимагав від імператора Лю Шаня прочитати Хань Фейзі для вивчення способу правління.
Хоча вони значно відрізняються за стилем, цілісність есе надає можливість того, що їх написав сам Хань Фей, і, як правило, вважається більш філософсько привабливою, ніж Книга лорда Шан.

## Вступ
Присвячений державним апаратам, Хан Фей описує керовану інтересами людську природу разом з політичними методологіями для роботи з нею в інтересах держави і суверена, а саме, залучення до ву-вей (пасивне спостереження); а також створення та систематичне використання Fa (закон, вимірювання, статистика) для підтримки лідерства та управління людськими ресурсами, його використання для підвищення добробуту та його зв’язку із справедливістю. Замість того, щоб занадто багато покладатися на гідних, які, можливо, не заслуговують на довіру, Хан пов'язує їхні програми (на які він не приймає судження, крім додержання фактів) систематичним винагородою та штрафом ("Дві ручки"), ловлячи на ринок суб'єктів держава, годуючи їх інтересами. Зробивши це, правитель мінімізує власний внесок. Як і Шан Ян та інші філософи Фа, він закликає правителя не відмовлятися від Фа за будь-якими іншими способами, вважаючи це більш практичним засобом для управління як великою територією, так і персоналом, що знаходиться поруч.
Філософія Хана випливає із самовбивства його епохи. Голдін пише: "Більшість того, що з'являється в Хан-Фейзі, стосується відносин правителя з його міністрами, [які] вважалися партією, швидше за все, на практиці, завдаючи йому шкоди". Хан Фей цитує джерела та осінь Дао Цзу: "Менше половини всіх володарів помирає від хвороби". Якщо правитель чоловіків цього не знає, розлади будуть безліч і нестримно. Таким чином, сказано: Якщо тих, хто отримує користь від смерті владики, багато, правитель буде загрожений.

## Wu Wei
Присвячуючи всій главі 14 "Як любити міністрів", "переконати правителя в нещадному ставленні до своїх міністрів", освічений правитель Хан Фей завдає терору своїм міністрам, не роблячи нічого (Wu wei). Якості правителя, його «розумова сила, моральна майстерність та фізична доблесть» не мають значення. Він відкидає свій особистий розум і мораль і не виявляє жодних особистих почуттів. Важливим є його метод управління. Фа (адміністративні стандарти) не потребують удосконалення з боку правителя.
Використання Ха-Фей Ву-Вей, можливо, було похідним від даосизму, але підкреслює самодержавство ("Дао не ототожнює себе ні з чим, крім себе, правитель не ототожнює себе з міністрами") і Шу (техніку) як, мабуть, більше "практичного" принцип політичного контролю ", ніж будь-який стан душі.Тим не менш, він починається з очікування "порожнім і нерухомим".
Дао - це початок безлічі речей, еталону правильного і неправильного. При цьому розумний правитель, тримаючись на початку, знає джерело всього і, дотримуючись норми, знає походження добра і зла. Тому, в силу спокою порожнім і спокійним, він чекає, коли хід природи накладе на себе сили, так що всі імена            будуть визначені самі собою, і всі справи будуть вирішені самі собою. Порожній, він знає суть повноти: перебуваючи в спокої, він стає коректором руху. Хто вимовляє слово, той створює собі ім’я; хто має справу, створює собі форму. Порівняйте форми та назви та подивіться, чи вони однакові. Тоді правителю не знайде нічого переживати, оскільки все зводиться до його реальності.
Дао існує в невидимості; його функції, в нерозбірливості. Будьте порожніми і спокійними і не майте нічого робити-Тоді з темряви побачите дефекти світла. Побачити, але ніколи не побачити. Слухай, але ніколи не почуй. Знай, але ніколи не буде відомо. Якщо ви чуєте будь-яке слово, яке вимовляється, не змінюйте його і не рухайте, а порівнюйте його з ділом і дивіться, чи співпадають між собою слово і вчинок. Посадити кожного чиновника з цензором. Не дозволяйте їм говорити один одному. Тоді все буде докладено до кінця. Накрийте доріжки та прихойте джерела. Тоді міністри не можуть простежити походження. Залиште свою мудрість і припиніть свої здібності. Тоді ваші підлеглі не можуть здогадатися про ваші обмеження.
Яскравий правитель недиференційований і спокійний в очікуванні, внаслідок чого імена (ролі) визначають себе, а справи вирішують себе. Якщо він недиференційований, то він може зрозуміти, коли дійсність чиста, і якщо він спокійний, то він може зрозуміти, коли рух правильний.
У коментарі Хан Фей до Дао Те Чин стверджується, що перспективне знання - абсолютна точка зору - можливе, хоча глава, можливо, була однією з його попередніх праць.

## Зміст та назва (Xing-Ming)
Хан Фей був горезвісно зосереджений на тому, що він назвав Сін-Міном, що Сіма Цянь і Лю Сян визначають як "проведення фактичного результату, підзвітного Міну. (Мова)" відповідно до конфуціанців і могістів виправлення імен , це стосується конфуціанської традиції, в якій обіцянка чи зобов'язання, особливо стосовно цілей уряду, тягнуть за собою покарання чи винагороду , хоча жорсткий централізований контроль, наголошений як його, так і його попередником Філософія Шень Бухай суперечить конфуціанської ідеї автономного міністра.
Можливо, посилаючись на розробку та введення законів та стандартизованих юридичних термінів, Сін-Мін може спочатку означати "покарання та назви", але з акцентом на останнє. Він функціонує за допомогою обов'язкових декларацій (Ming), як юридичний договір. Усно, здійснюючи себе, кандидату відводиться робота, відводячи його правителю. "Призначаючи" людей на (об'єктивно визначені) посади, він нагороджує або карає відповідно до запропонованої посадової інструкції та чи відповідають результати завдання, покладене на їхнє слово, яке виконує справжній міністр.
Хан Фей наполягає на ідеальній відповідності між словами та ділами. Примітка імені важливіша за результати. Завершенням, досягненням або результатом завдання є його припущення про фіксовану форму (xing), яка потім може бути використана як стандарт проти початкової претензії (ming).Велика претензія, але невелике досягнення є невідповідною для початкового словесного зобов'язання, тоді як більшим досягненням є заслуга за рахунок перевищення меж службових повноважень.
"Геніальний правитель" Хана Фей "наказує іменам називати себе і справи, щоб врегулювати себе".
"Якщо правитель бажає покласти край зраді, тоді він вивчає конгруентність конгруентності сизінгу (форма / стандарт) і вимагає. Це означає встановити, чи відрізняються слова від роботи. Міністр викладає свої слова і На основі своїх слів правитель призначає йому роботу. Тоді правитель несе відповідальність за міністра, який базується виключно на його роботі. Якщо досягнення відповідає його роботі, а робота відповідає його словам, то він винагороджується. досягнення не відповідає його роботі і робота не відповідає його словам, тоді він буде покараний.
Оцінюючи підзвітність своїх слів своїм вчинкам, правитель намагається "визначити нагороди та покарання відповідно до справжньої заслуги суб'єкта" (використовуючи Fa). Кажуть, що використання імен (ming) вимагати реальностей (shih) звеличує начальників та бордюрів, забезпечує перевірку виконання обов'язків і, природно, призводить до підкреслення високої позиції начальників, що змушує підлеглих діяти в манера останнього.
Хан Фей вважає Сін-Мін найважливішим елементом самодержавства, кажучи, що "на шляху прийняття прізвищ Єдності перш за все важливо. Коли імена приведені в порядок, все налагоджується; коли вони зникають, речі стають нефіксованими".Він підкреслює, що завдяки цій системі, спочатку розробленій Шен Бухай, може бути вироблена однаковість мови, функції можуть бути чітко визначені для запобігання конфлікту та корупції, і можуть бути встановлені об'єктивні правила (Fa), непроникні для розбіжних тлумачень, судячи виключно з їхньої ефективності. Звуження варіантів до одного, дискусії про "правильний спосіб правління" можна було б усунути. Яку б ситуацію (Ших) не спричинив - це правильний Дао.
Незважаючи на те, що рекомендує використовувати методики Шень Бухай, Сін-Мін Хань Фей є і значно вужчим, і конкретнішим. Функціональна дихотомія, що випливає з механічної підзвітності Хан-Фей, легко не передбачається в Шені, і, можливо, можна сказати, що вона більше відповідає думці пізніше про лінгвіста династії Хань Сю Гана, ніж про Шен Бухай або його передбачуваному вчителі Сюн Куанг.

## Порівняння
Окрім впливу конфуціанця Сюн Цзи, який був його вчителем і Лі Сі, Хан Фей написав коментар до Дао Те Чін, який він трактував як політичний текст. З цієї причини Хан-Фейзі іноді включається як частина синкретичної Хуан-Лаоської (даоської) традиції, розглядаючи Дао як природний закон, якого змушені слідувати всі і все. Паралельно з цим він вважав, що ідеальний правитель приймає закони, як неминучу силу природи, якій народ не може протистояти.
Перекладач В.К. Ляо описує світогляд Хань Фей Цо як "чисто даосистичний", виступаючи за "доктрину бездіяльності", однак слідуючи за "наполяганням на активному застосуванні двох ручок до уряду", це "різниця між Хан Фей Ідеї Цьо та вчення ортодоксальних даосів (які виступали за недіяння від початку до кінця). " Ляо порівнює думку Хань Фей з Шан Ян, "спрямовуючи свою основну увагу ... на питання між правителем і міністром ... навчаючи правителя, як підтримувати верховенство і чому послаблювати міністра".

## Переклади
- Ляо, В. К. (1939). Повний твір Хан Фей Цзи. Лондон: Артур Пробштайн.

- ——— (1959). Повний твір Хан Фей Цзи, том II. Лондон: Артур Пробштайн.

- Ватсон, Бертон (1964). Хан Фей Цзи: Основні твори. Нью-Йорк: Columbia University Press.